# Anne Montminy
Anne Katherine Montminy (Montreal, 28 de enero de 1975) es una deportista canadiense que compitió en saltos de plataforma.
Participó en tres Juegos Olímpicos de Verano entre los años 1992 y 2000, obteniendo dos medallas en Sídney 2000, plata en sincronizada y bronce en individual. Ganó una medalla de oro en los Juegos Panamericanos de 1995.

## Palmarés internacional
| Juegos Olímpicos     | Juegos Olímpicos          | Juegos Olímpicos  | Juegos Olímpicos       |
| Año                  | Lugar                     | Medalla           | Prueba                 |
| -------------------- | ------------------------- | ----------------- | ---------------------- |
| 2000                 | Sídney (Australia)        | Medalla de plata  | Plataforma 10 m sincro |
| 2000                 | Sídney (Australia)        | Medalla de bronce | Plataforma 10 m        |
| Juegos Panamericanos |                           |                   |                        |
| Año                  | Lugar                     | Medalla           | Prueba                 |
| 1995                 | Mar del Plata (Argentina) | Medalla de oro    | Plataforma 10 m        |